# Toyota Yaris Cross
O Toyota Yaris Cross (トヨタ・ヤリスクロス (Toyota Yarisu Kurosu)) é um nome utilizado pela fabricante japonesa Toyota para dois modelos distintos de SUVs crossover subcompactos (segmento B).
O nome foi usado pela primeira vez em 2020 para um modelo baseado na plataforma TNGA-B, derivado do Toyota Yaris europeu (XP210). Este veículo é comercializado primariamente no Japão, Europa e Oceania.
Em 2023, a Toyota lançou um segundo veículo, maior e distinto, com o mesmo nome. Este modelo, com código AC200, é baseado na plataforma DNGA e foi desenvolvido para mercados emergentes, incluindo o Sudeste Asiático e a América Latina. É este o modelo que será produzido e vendido no Brasil a partir de 2025.[carece de fontes?]

## Série AC200 (plataforma DNGA, 2023–presente)
A série AC200 do Yaris Cross foi apresentada na Indonésia em 15 de maio de 2023. Desenvolvido pela Daihatsu sob a liderança da Toyota, este modelo utiliza a plataforma DNGA-B, a mesma do Toyota Yaris Ativ e relacionada à do Toyota Avanza. Ele é maior que o Yaris Cross europeu/japonês, com um design que remete a SUVs maiores da Toyota, como o Toyota RAV4 e o Toyota Highlander.[carece de fontes?] A distância ao solo é de 210 mm.
Este modelo é direcionado a mais de 25 países em mercados emergentes, sendo a principal aposta da Toyota para o segmento de SUVs compactos na América Latina e no Sudeste Asiático.

### Motorização (AC200)
O modelo a combustão utiliza o motor 1.5L 2NR-VE de quatro cilindros. A versão híbrida combina o motor 1.5L 2NR-VEX (ciclo Atkinson) com um motor elétrico, alimentado por uma bateria de íon-lítio de 0,7 kWh localizada sob os assentos traseiros. A potência combinada do sistema híbrido nos mercados asiáticos é de 82 kW (111 cv). Os números para as versões flex no Brasil serão confirmados no lançamento.

## Série XP210 (plataforma TNGA, 2020–presente)
Comercializado principalmente nos mercados do Japão, Europa (incluindo Portugal), Austrália e Singapura, o Yaris Cross da série XP210 é construído sobre a plataforma GA-B, a mesma do Yaris hatchback. Na linha de SUVs da Toyota, ele se posiciona entre o Toyota Aygo X e o Toyota C-HR.
O design foi uma colaboração entre os estúdios da Toyota na Europa e no Japão. Seu lançamento mundial ocorreu em abril de 2020, com as vendas iniciando no Japão em setembro do mesmo ano e na Europa em meados de 2021.

### Motorização e Detalhes Técnicos (XP210)
Este modelo utiliza um motor 1.5 de três cilindros, tanto em versão a gasolina quanto híbrida. O sistema híbrido de quarta geração da Toyota oferece duas opções de potência:
- Hybrid 115: Potência combinada de 85 kW (116 cv) e 120 N·m de torque.
- Hybrid 130: Introduzido em 2024, eleva a potência combinada para 96 kW (130 cv) e o torque para 185 N·m, graças a um novo transeixo e um motor-gerador elétrico mais potente.[carece de fontes?]

Uma característica notável é a disponibilidade de um sistema de tração integral inteligente (AWD-i), que utiliza um motor elétrico adicional no eixo traseiro para fornecer tração extra em condições de baixa aderência.

### Segurança
Em 2021, o Toyota Yaris Cross (XP210) recebeu a classificação máxima de 5 estrelas nos testes de segurança do Euro NCAP, com o protocolo alinhado ao do ANCAP (Australásia).
| Teste                    | Pontuação | %   |
| ------------------------ | --------- | --- |
| Ocupante Adulto          | 33.0/38   | 86% |
| Ocupante Infantil        | 41.2/49   | 84% |
| Pedestres e Ciclistas    | 42.6/54   | 78% |
| Assistência de Segurança | 13.0/16   | 81% |

## Vendas
O Yaris Cross tem demonstrado grande sucesso comercial em seus mercados. A versão XP210 foi o modelo mais vendido da Toyota na Europa no primeiro semestre de 2024, com 103.580 unidades emplacadas.[carece de fontes?]
| Ano  | Japão   | Europa  | Austrália |
| ---- | ------- | ------- | --------- |
| 2020 | 32.570  | -       | -         |
| 2021 | 98.160  | 22.743  | 7.828     |
| 2022 | 82.710  | 156.086 | 8.432     |
| 2023 | 101.060 | 195.569 | 6.514     |

| Ano  | Indonésia | Tailândia | Vietnã | Filipinas |
| ---- | --------- | --------- | ------ | --------- |
| 2023 | 7.550     | 8.522     | 3.065  | 5.353     |

## Prêmios
- O Toyota Yaris Cross (XP210) foi nomeado Carro Urbano Mundial do Ano de 2022 (World Urban Car of The Year). O júri elogiou o modelo por seu conceito "grande-pequeno" de espaço interno, a eficiência do sistema híbrido, os altos padrões de segurança e o design de SUV autêntico em um pacote compacto.[carece de fontes?]